# Nodaria discolor
Nodaria discolor là một loài bướm đêm trong họ Noctuidae.